# Тайон, Джеймисон
Джеймисон Ли Тайон (англ. Jameson Lee Taillon, 18 ноября 1991, Лейкленд) — американский и канадский бейсболист, питчер команды МЛБ «Нью-Йорк Янкис».

## Карьера
Тайон родился во Флориде 18 ноября 1991 года. Его родители канадцы, он имеет двойное гражданство, что впоследствии дало ему возможность играть за сборную Канады. Он вырос в Техасе, учился в старшей школе Вудлендс. В тот же период попал в поле зрения скаутов «Питтсбурга», особо впечатлив их во время игры с командой школы Конроу 23 марта 2010 года — Тайон сыграл ноу-хиттер, сделав 19 страйкаутов.
В ноябре 2009 года Джеймисон подписал предварительное соглашение с Университетом Райса в Хьюстоне. В 2010 году Тайон был выбран «Пиратами» на драфте МЛБ под общим 2-м номером и подписал контракт с клубом.
27 апреля 2011 года он дебютировал на профессиональном уровне в составе «Вест Вирджиния Пауэр» в лиге A. В 2012 году Тайон получил приглашение на Матч всех звёзд будущего, а в августе был переведён в лигу AA в клуб «Алтуна Кёрв».
Перед стартом сезона 2013 года официальный сайт Лиги включил Тайона в число ста самых перспективных игроков под 15-м номером. В том же году он вошёл в сборную Канады на Мировую бейсбольную классику, став самым молодым игроком в её составе.
Сезоны 2014 и 2015 годов Тайон пропустил, сначала перенеся операцию Томми Джона, а затем восстанавливаясь после лечения грыжи.
Чемпионат 2016 года он начал в составе «Индианаполис Индианс» в AAA-лиге. 8 июня он был переведён в основной состав «Пайрэтс» и дебютировал в МЛБ в игре с «Нью-Йорк Метс».
4 мая 2017 года ему был поставлен диагноз «рак яичка», а 8 мая была проведена операция. Спустя три недели после хирургического вмешательства Джеймисон вышел на поле в игре младшей лиге. Ещё через две недели он, впервые после операции, вышел на игру МЛБ.
24 января 2021 года «Пайрэтс» обменяли Тайона в «Нью-Йорк Янкис» на Мигеля Яхуре, Роэнси Контрераса, Майкола Эскотто и Ханаана Смита.